# NGC 7041
NGC 7041 (другие обозначения — PGC 66463, ESO 235-82, AM 2113-483) — галактика в созвездии Индеец.
Этот объект входит в число перечисленных в оригинальной редакции «Нового общего каталога».